# Mens (album)
Mens is het zevende studioalbum van de Nederlandse zangeres Wende Snijders. Dit album produceerde zij samen met Jan van Eerd en Thijs Lodewijk. Met hen heeft zij vervolgens de gelijknamige tour door Nederland gespeeld. De plaat werd opgenomen in de Audioworkx studio te Hogeloon gemeente Bladel, Sandybottom studio en Studio 150 te Amsterdam. 
Het lied Voor alles kreeg op 17 april 2018 de Annie M.G. Schmidt-prijs 2017 toegekend. Tegelijkertijd met de ontvangst van de prijs verscheen het lied op downloadsingle.
Op 11 februari 2019 werd tijdens een gala uitreiking in de Westergasfabriek in Amsterdam het album bekroond met een Edison voor beste album van 2018.

## Nummers
| 1.                 | Deze gin                  | Wende Snijders, Dimitri Verhulst             | 4:04 |
| 2.                 | Wat is mijn plan vandaag? | Wende Snijders                               | 3:58 |
| 3.                 | Schone handen             | Wende Snijders                               | 4:09 |
| 4.                 | Vrij me                   | Wende Snijders, Dimitri Verhulst             | 4:04 |
| 5.                 | Voor alles                | Wende Snijders, Joost Zwagerman              | 5:11 |
| 6.                 | Als diamant               | Wende Snijders                               | 2:00 |
| 7.                 | Buenos Aires              | Wende Snijders                               | 3:45 |
| 8.                 | Heb ik dat nodig          | Wende Snijders, Jan van Eerd, Thijs Lodewijk | 3:37 |
| 9.                 | Alles gaat kapot          | Wende Snijders, Dimitri Verhulst             | 3:56 |
| 10.                | Hoe lang nog              | Wende Snijders                               | 3:39 |
| 11.                | Blijf                     | Wende Snijders                               | 5:12 |
| Totale duur: 43:35 |                           |                                              |      |

## Muzikanten
- Robin Berlijn - gitaar
- Dave van den Dries - drums, percussie
- Jan van Eerd - vibrafoon, zang, bas drum, handklap, synthesizer
- Thijs Lodewijk - basgitaar, elektrische piano [Fender Rhodes], space echo, sampler, snare, synthesizer,  handklap
- Mirthe van Merwijk - handklap
- Mischa Porte - kickdrum
- Wende Snijders - piano, zang, handklap
- Strijkers: David Faber, Ben Mathot, Mark Mulder, Marijn van Prooijen, Marleen Wester
- Blazers: Martin van de Berg, Ray Bruinsma, Pieter Hunfeld, Liz Hunfeld-Chell, Evert Josemanders, Martijn de Laat, Rik Mol, Martijn Sohier, Jasper de Waal